# 深見希代子
深見 希代子（ふかみ きよこ、1955年 - ）は、日本の生命科学者。理学博士。リン脂質代謝系のメカニズムの解明により、第23回猿橋賞受賞。
千葉県出身。1978年、岐阜薬科大学薬学部卒業。東京都老人総合研究所や東京大学医科学研究所助教授などを経て、2003年4月から東京薬科大学生命科学部教授。同年5月、第23回猿橋賞を受賞。2006年、持田記念医学薬学振興財団学術賞を受賞。

## 受賞歴
- 1995年 - 日本癌学会奨励賞[4]
- 2003年 - 第23回猿橋賞[1][3]
- 2006年 - 持田記念医学薬学振興財団学術賞